# 米哈伊利夫卡 (切梅里夫齊市鎮)
48°52′12″N 26°18′27″E / 48.87000°N 26.30750°E
米哈伊利夫卡（烏克蘭語：Михайлівка）是位於烏克蘭西部的村莊，由赫梅利尼茨基州裡卡緬涅茨-波多利斯基區的切梅里夫齊市鎮負責管轄。該村面積0.67平方公里，海拔高度274米，2001年人口131，人口密度每平方公里195.8人。